# 대한민국의 공인회계사 시험
대한민국에서는 공인회계사 자격 시험에 합격하고 2년 이상의 실무 수습을 종료한 후 업무개시 요건인 등록을 필하면 공인회계사로 인정받게 된다. 공인회계사법 제 2조에 규정된 고유의 직무를 수행하게 되며, 구체적으론 타인의 위촉에 의한 회계에 관한 감사·감정·증명·계산·정리·입안 또는 법인설립에 관한 회계와 세무 대리가 그 직무가 된다.
공인회계사 시험은 기획재정부 장관이 매년 1회 이상 실시하는데(공인회계사법시행령 6조), 1 · 2차 시험으로 구분되며, 공인회계사법에 의해 일정한 경력이 있는 자는 1차 시험이 면제된다.
앞으로는 공인회계사 자격으로 세무사 자격을 부여받을 수 없다. 공인회계사의 세무사 자격부여에 대한 세무사법 개정안이 국회 조세소위를 통과 했으며 남은 절차를 통해 본회의 의결을 거치면 세무사법 개정안이 2012년부터 시행될 것이다. 아직 법안 개정절차가 진행 중이다. 

## 응시 자격
2007년 1월 1일부터, 학교 등에서 학점인정과목에 대하여 일정학점 이상을 이수하거나, 이수한 것으로 학점인정을 받아야 한다. 이수 과목 및 학점은 다음과 같다.
1. 회계학 및 세무 관련 과목: 12학점 이상
2. 경영학 과목: 9학점 이상
3. 경제학 과목: 3학점 이상

학점취득기관은 고등교육법상의 학교(대학, 교육대학, 전문대학, 사이버대학 등등) 및 특별법상 대학에 준하는 학교(사관학교, 경찰대학, KAIST), 평생교육법상 평생교육시설(사내대학, 원격대학) 등이 있다.

## 1차 시험
일반적으로 매년 2월 중 금융감독원에서 공시한 일자에 실시된다. 경영학, 경제원론, 상법, 세법, 회계학의 5과목을 시험과목으로 하며 회계학을 제외한 네 과목은 100점을 만점으로, 회계학은 150점을 만점으로 하여 총점 550점을 만점으로 한다. 과목별 6할 이상을 득점하여야 하며 전 과목이 6할 이상을 득점한 응시자 중 고득점 순으로 합격자를 선발한다. 총점 330점 이상을 득점하여야 합격할 수 있으며, 기준 점수는 금융감독원에서 당해 2차 시험의 응시자 수요 및 당해 1차 시험 응시자의 성적 등을 고려하여 결정한다. 최근 5년간은 60점에서 결정되고 있다. (2014년 1차 시험부터는 성적순으로 금감원에서 정한 인원수 내에 들어야 합격) 1차 시험은 모두 5지선다형의 객관식 형태로 출제된다. 1차 시험에 합격하면 당해 2차 시험과 다음 해 2차 시험에 응시할 자격이 주어진다.
| 구분  | 시험 시간 | 시험 과목 | 문항 수 | 배점  | 특징 |
| ----- | --------- | --------- | ------- | ----- | --- |
| 1교시 | 110분     | 경영학    | 40문항  | 100점 | 재무관리가 약 40%로 가장 많은 비중을 차지하고 있으며 그 외에도 계량경영학, 조직행위론, 인사관리, 생산관리, 경영정보론, 마케팅관리, 경영전략 등의 세부과목을 포함한다.            |
| 1교시 | 110분     | 경제원론  | 40문항  | 100점 | 미시경제학(약 45%)과 거시경제학(약 35%)이 많은 비중을 차지하며 국제경제학도 일부 다루고 있다.                                                                                    |
| 2교시 | 120분     | 상법      | 40문항  | 100점 | 보험, 해상편을 제외하고 총칙/상행위(20%), 회사법(약 60%), 어음·수표법(20%)을 그 범위로 하고 있다.                                                                                |
| 2교시 | 120분     | 세법개론  | 40문항  | 100점 | 법인세법(약 35%), 소득세법(약 20%), 부가가치세법(약 15%), 상속세 및 증여세법, 국세기본법, 국제조세조정에 관한 법률, 종합부동산세법, 지방세법 등이 포함된다.                      |
| 3교시 | 80분      | 회계학    | 50문항  | 150점 | 크게 재무회계와 원가관리회계로 나뉘는데, 비중은 7:3 정도가 된다. 재무회계는 중급회계와 고급회계를 다루고 있다. 2012년도 시험부터는 정부회계가 추가되었으며 출제비중은 5문제이다. |

### 영어시험대체제도
제1차시험 영어과목은 공인영어시험인 TOEFL, TOEIC, TEPS, G-TELP, FLEX의 시험성적으로 대체된다. 이때 영어시험 성적은 기준점을 넘는지 넘지 않는지만 반영하며, 총득점에는 산입하지 않는다.
- TOEFL
  - PBT : 530점 이상
  - CBT : 197점 이상
  - IBT : 71점 이상
- TOEIC : 700점 이상
- TEPS : 340점 이상
- G-TELP : Level 2의 65점 이상
- FLEX : 625점 이상

### 경력자 1차시험면제
공인회계사법에 의해 일정한 경력이 있는 자에 대하여는 제1차시험을 면제한다. 다음은 면제 대상자.
- 5급 이상 공무원 또는 고위공무원단에 속하는 일반직공무원으로서 3년이상 기업회계ㆍ회계감사 또는 직접세 세무회계에 관한 사무를 담당한 경력이 있는 자
- 대학ㆍ전문대학(이에 준하는 학교를 포함한다)의 조교수 이상의 직에서 3년이상 회계학을 교수한 경력이 있는 자
- 은행법 제2조의 규정에 의한 은행 또는 「공공기관의 운영에 관한 법률」에 따른 공기업, 「신용보증기금법」에 의한 신용보증기금과 「기술보증기금법」에 따른 기술보증기금의 대리급이상의 직에서 5년이상 재무제표의 작성을 주된 업무로 하는 회계에 관한 사무를 담당한 경력이 있는 자
- 유가증권시장 또는 코스닥시장에 상장된 주권을 발행한 법인의 과장급 또는 이에 준하는 직급이상의 직에서 5년이상 재무제표의 작성을 주된 업무로 하는 회계에 관한 사무를 담당한 경력이 있는 자
- 대위이상의 경리병과장교로서 5년이상 군의 경리 또는 회계감사에 관한 사무를 담당한 경력이 있는 자
- 금융감독원의 대리급이상의 직에서 5년이상「주식회사의 외부감사에 관한 법률」에 의한 외부감사 관련업무 또는 「자본시장과 금융투자업에 관한 법률」에 의한 주권상장법인의 재무관리에 관한 업무를 담당한 경력이 있는 자

## 2차 시험
2차 시험은 일반적으로 매년 6월 마지막 주 주말에 이틀 동안 실시된다. 2차 시험에는 세법, 재무관리, 회계감사, 원가회계, 재무회계의 5과목이 있다. 세법, 재무관리, 회계감사, 원가회계는 100점을 만점으로 하고 재무회계는 150점을 만점으로 하여 총점 550점을 만점으로 한다. 1차 시험과 달리 주관식 서술형 시험이며 과목별로 6할 이상을 득점하여야 한다.
| 구분  | 구분  | 시험 시간 | 시험 과목 | 배점  |
| ----- | ----- | --------- | --------- | ----- |
| 1일차 | 1교시 | 120분     | 세법      | 100점 |
| 1일차 | 2교시 | 120분     | 재무관리  | 100점 |
| 1일차 | 3교시 | 120분     | 회계감사  | 100점 |
| 2일차 | 1교시 | 120분     | 원가회계  | 100점 |
| 2일차 | 2교시 | 150분     | 재무회계  | 150점 |

### 부분합격제도
2차 시험을 치는 지원자는 당해 2차 시험에서 6할을 넘기지 못한 과목들을 다음 해에 다시 치를 수 있다.
이때 1차 시험에 합격한 당해연도의 제2차시험에 응시한 경우에만 부분합격 제도의 혜택을 받을 수 있다. 즉, 직전 년도에 1차 시험에 합격된 자가 1차 시험을 면제받아 유예자로서 2차 시험에 응시할 경우에는 부분합격제가 적용되지 않는다.